# بريستول (رود آيلاند)
بريستول (بالإنجليزية: Bristol)‏ هي بلدة تقع في مقاطعة بريستول بولاية رود آيلاند في الولايات المتحدة. تأسست عام 1746، تبلغ مساحتها 53.4 (كم²)، وترتفع عن سطح البحر 40 م، بلغ عدد سكانها 22954 نسمة في عام 2010 حسب إحصاء مكتب تعداد الولايات المتحدة وتصل الكثافة السكانية فيها 876.1 نسمة/كم2.

## معرض صور

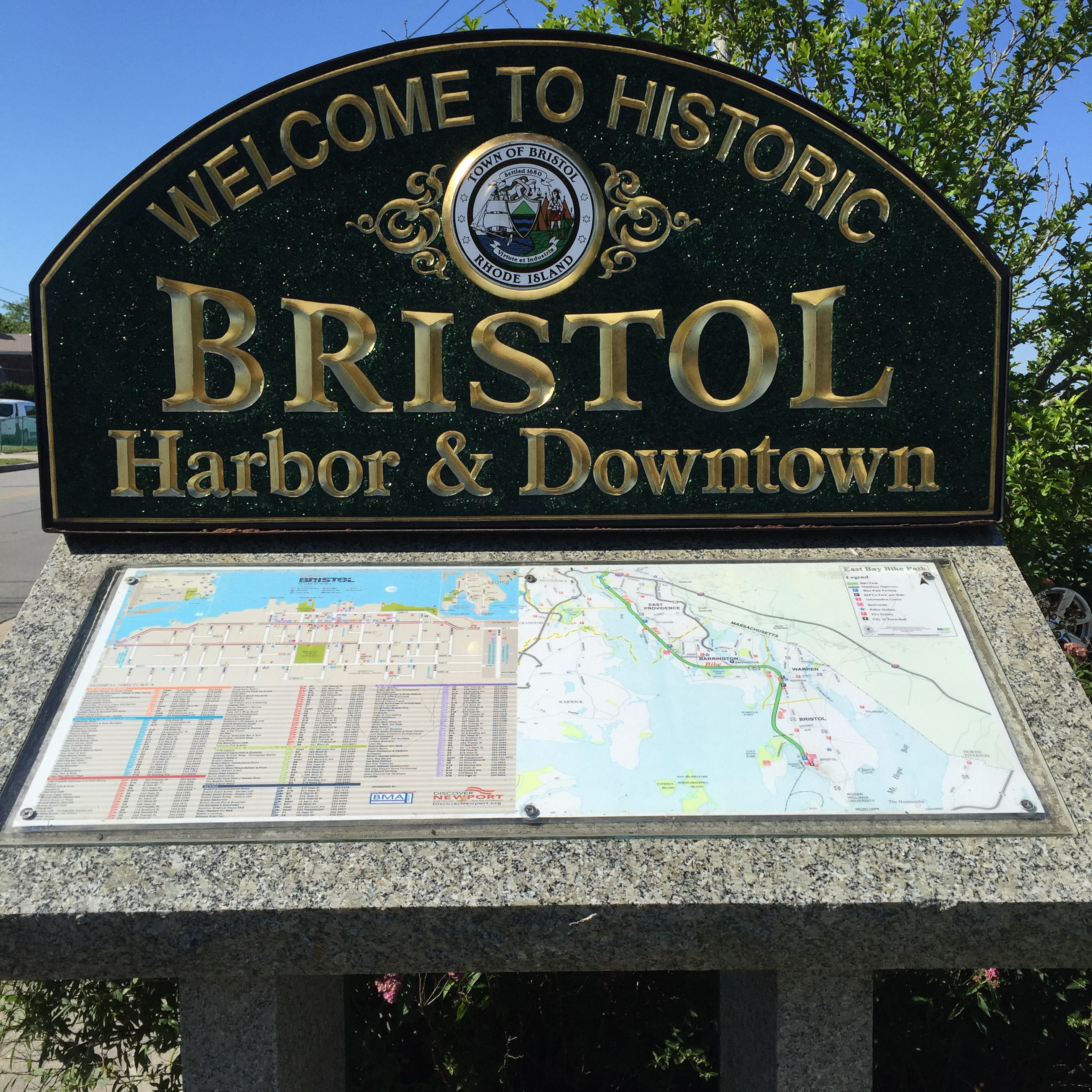
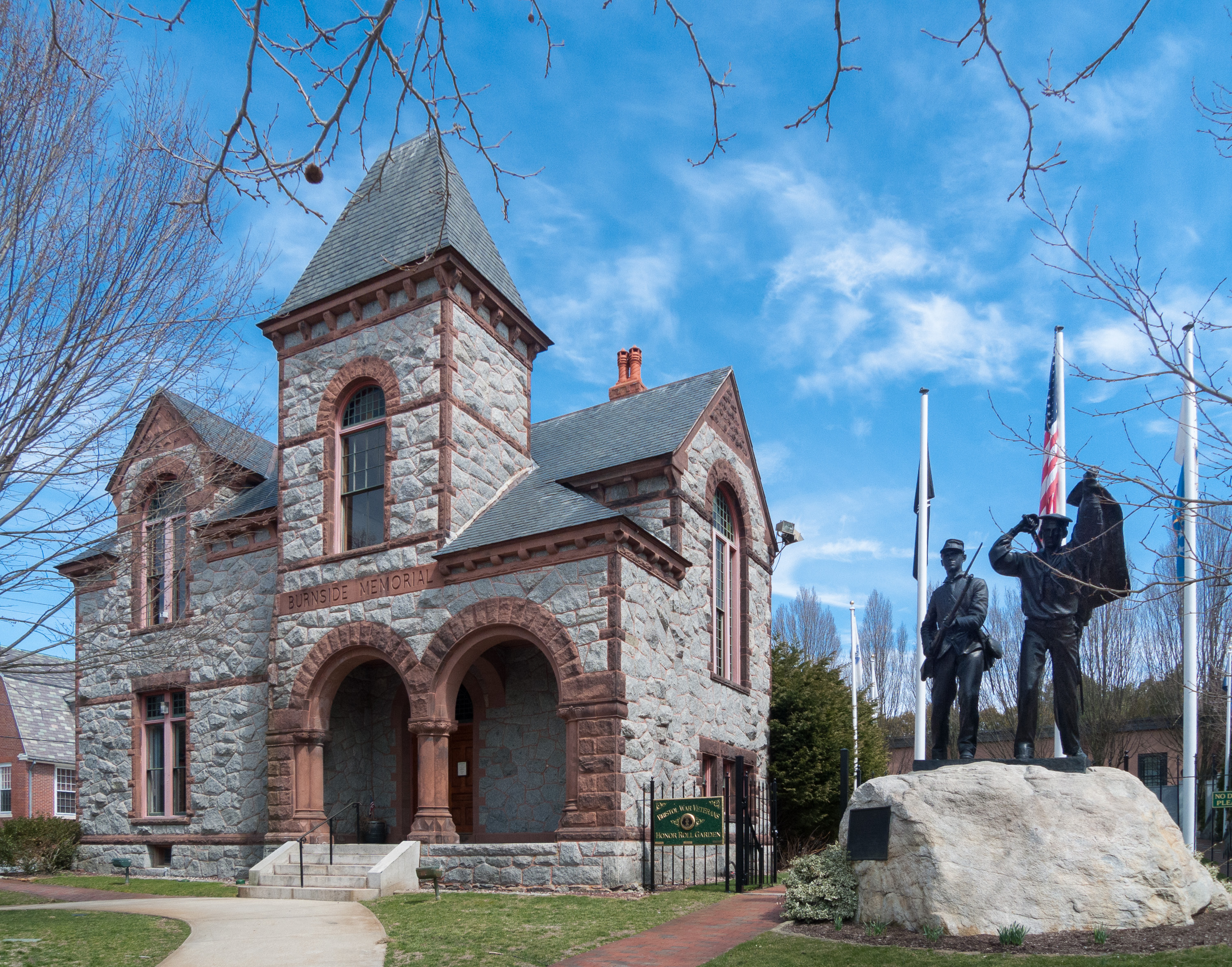
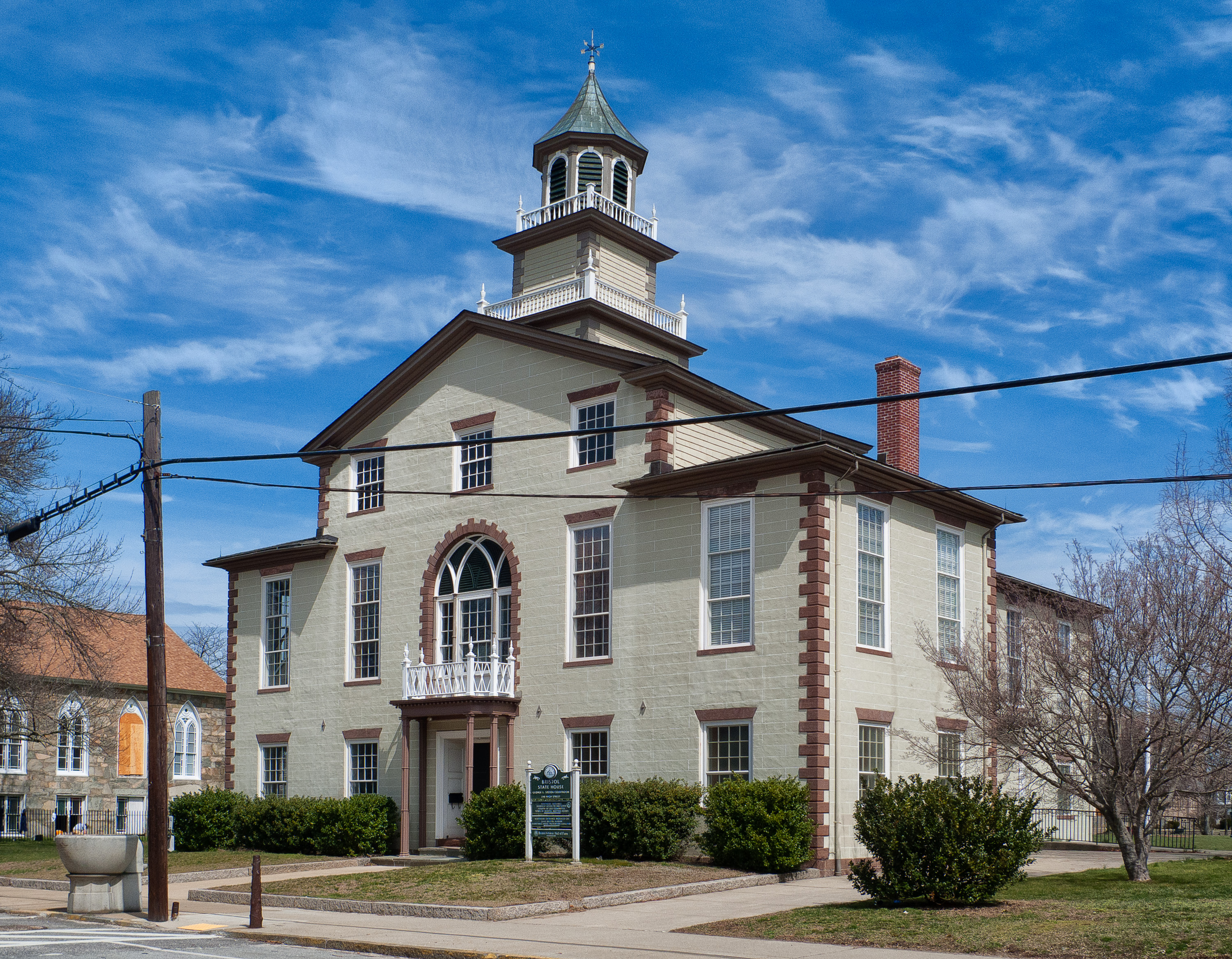
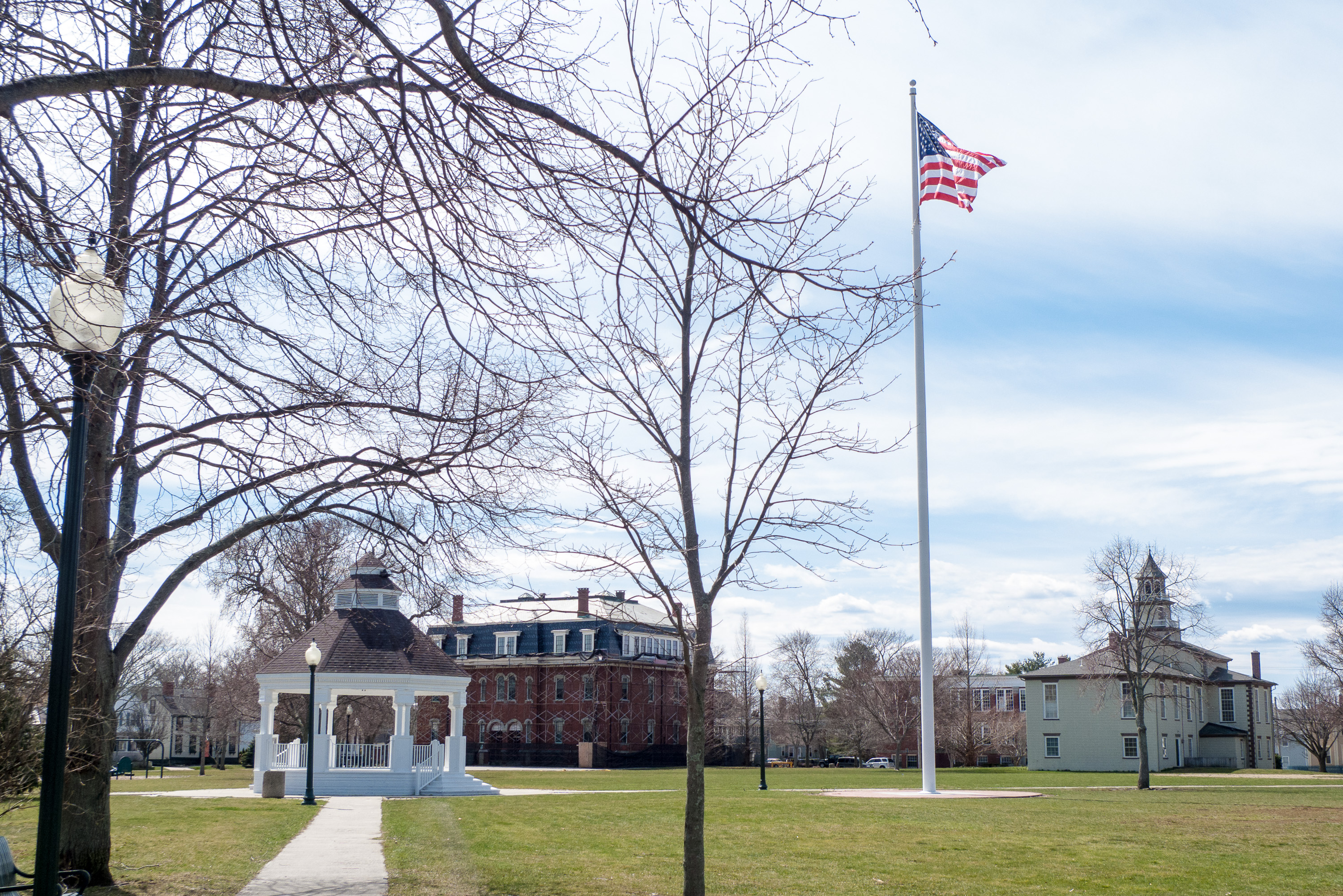
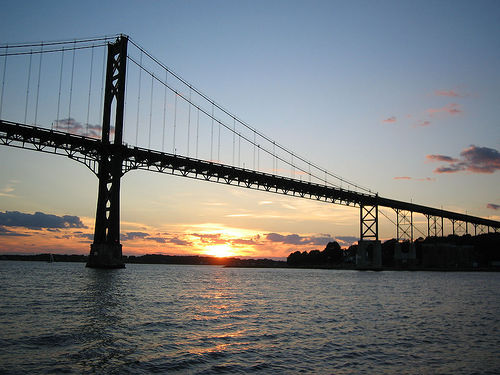
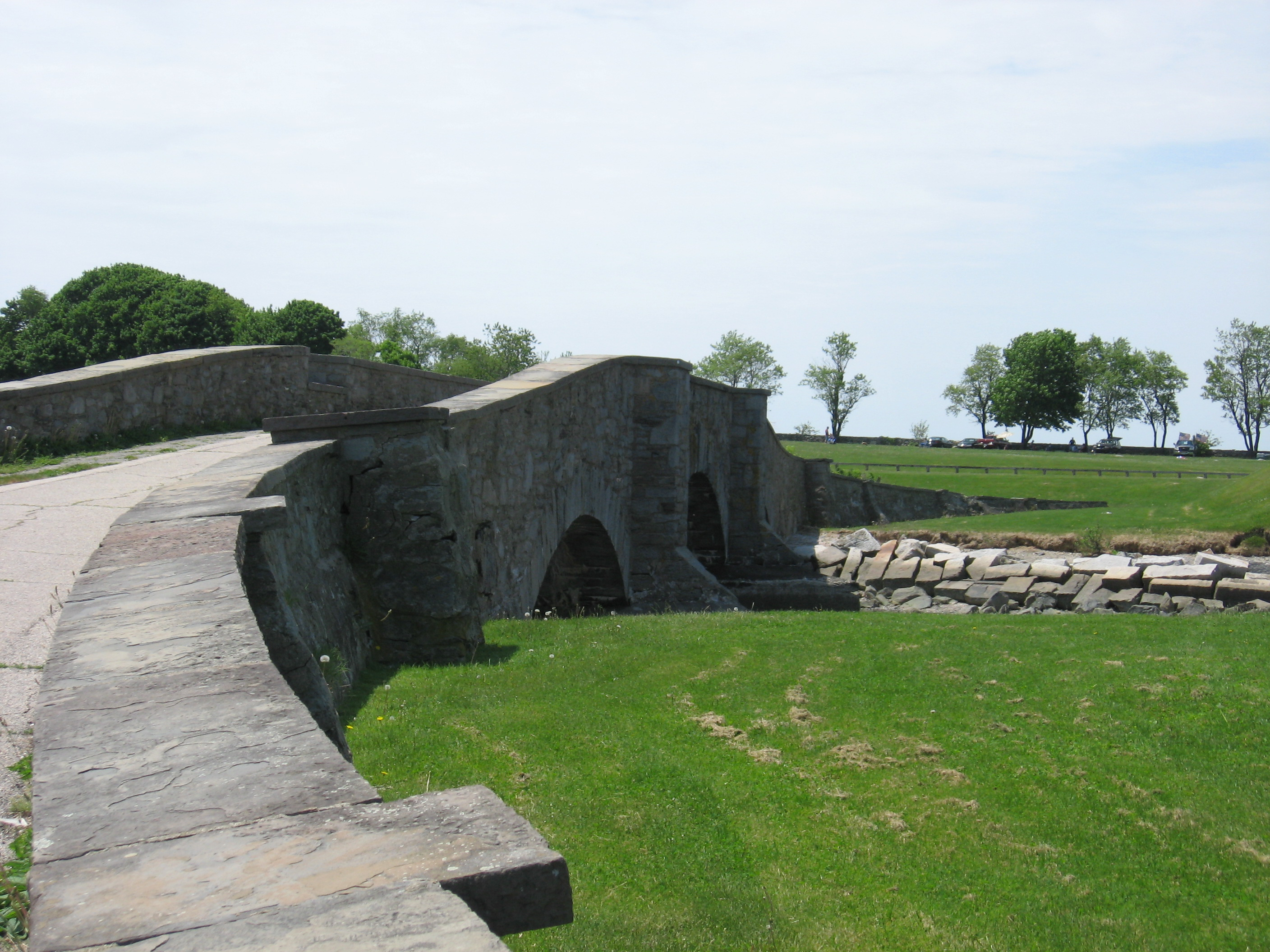

## أعلام
- ويليام برادفورد
- ويلفريد هارولد مونرو
- بنيامين فرانكلين تيلي
- جورج إي. ريد
- يبارون برادفورد كولت
- مانويل مارتن
- إدوارد إل يهي
- مارك أنتوني دي ولف هاو
- أمبروز برنسايد
- جون هاميل

## وصلات خارجية
- www.bristolri.us
- The US50 - Cities and Towns in Rhode Island State
- Rhode Island Cities and Towns, Facts, Map, Flag, Colleges, Government, and More